# Thân vương quốc Sperlinga
Thân vương quốc Sperlinga là một quốc gia ở miền nam nước Ý được tạo ra vào năm 1597 cho Giovanni I Natoli, trưởng nam của Blasco Natoli e Lanza.

## Bá tước
- Giovanni Natoli (1626–1637)
- Maria Natoli Cottone ed Aragona[1]
- Francesco Natoli Orioles Alifia e Luna (1637-1658)
- Giulia Natoli Lancia
- Giovanni II Natoli Alifia
- Maria Natoli Alifia
- Giovanni III Natoli
- Caterina Natoli Ruffo di Calabria
- Girolama Ardoino e La Rocca principessa di Alcontres
- Marianna Natoli
- Francesco de Moncada Natoli prince de Montecateno[2]
- SAS Princess Elisabetta Moncada Natoli princesse de Calvaruso